# Ahmed Hichem Taleb
Ahmed Hichem Taleb (en arabe : أحمد هشام طالب) est un footballeur algérien né le 15 novembre 1981 à Tlemcen. Il évoluait au poste d'attaquant.

## Biographie
Il évolue en première division algérienne avec son club formateur, le WA Tlemcen et l'AS Khroub. Il dispute 98 matchs en inscrivant huit buts en Ligue 1.

## Palmarès
WA Tlemcen
- Coupe d'Algérie (1) :
  - Vainqueur : 2001-02.